# Muvrella
La Muvrella est un sommet montagneux de 2 148 mètres d'altitude du massif du Monte Cinto, situé à la limite des communes de Calenzana, Manso et Asco, en Haute-Corse.

## Toponymie
Le nom en corse du sommet est capu à a Mufrella, littéralement « tête du Petit Mouflon ».

### Situation

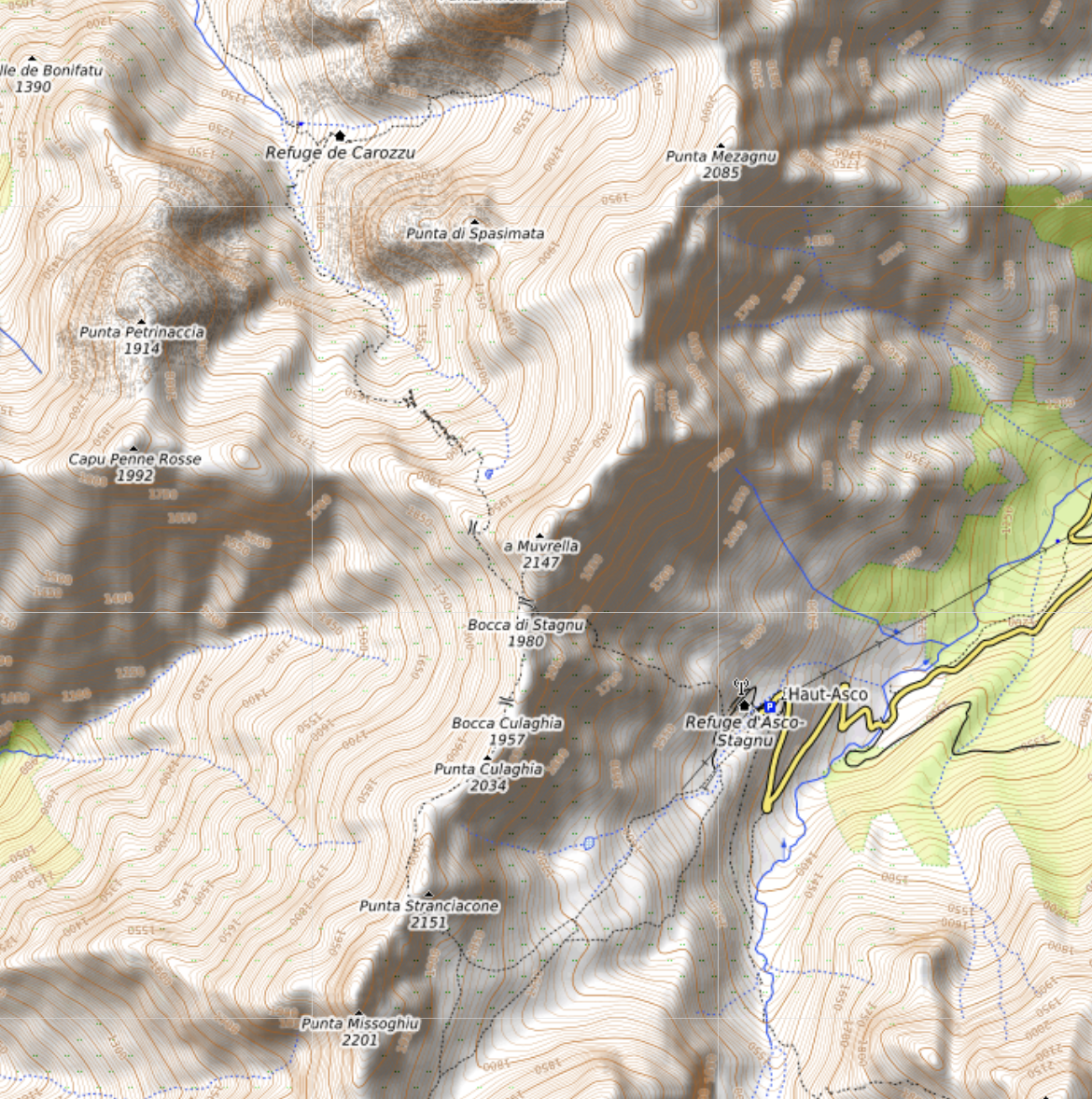
Carte topographique.

## Géographie

### Hydrographie
La Muvrella se situe à la jonction amont des vallées de la Figarella, du Fango et de l'Asco.